# Tokudži Iizuka
U japonských jmen je rodné jméno uváděno na prvním místě a rodové jméno na druhém
Tokudži Iizuka (飯塚徳二 Iizuka Tokudži) byl pilotem palubních útočných letadel (艦上爆撃機 kandžó bakugekiki, zkracováno na 艦爆 kanbaku) japonského císařského námořního letectva, který bojoval ve druhé světové válce v Pacifiku. Druhou světovou válku přežil a po ní sepsal a v měsíčníku Bikers Station publikoval svoje paměti, které byly následně přeloženy do angličtiny a publikovány na serveru j-aircraft.com.
Na počátku války působil v rámci Akagi bakugekitai (letka kanbaku z Akagi). Během výcviku před útokem na Pearl Harbor pilotoval D3A1 „AI-208“ z Akagi. Dne 7. prosince 1941 se santó hikó heisó (三等飛行兵曹 ~ svobodník) Iizuka zúčastnil druhé vlny vyslané z paluby Akagi proti Pearl Harboru. Letěl jako pilot D3A1 „AI-218“ (velitel stroje byl nitó hikó heisó [二等飛行兵曹 ~ desátník] Hiroši Kawai) na pozici druhého wingama v šótai (小隊 ~ sekce) taisa (大佐 ~ námořní kapitán) Zendži Abeho.
V pozdější fázi války Iizuka působil zejména jako instruktor a na konci války se zúčastnil útoků proti postupujícím Spojencům, přičemž pilotoval D4Y Suisei. Do konce války nalétal 3550 letových hodin.